# ملروز بارك (إلينوي)
ملروز بارك (بالإنجليزية: Melrose Park)‏ هي قرية تقع في الولايات المتحدة في إلينوي. يقدر عدد سكانها بـ 25,411 نسمة .

## أعلام
- مايكل فينلي
- بريت ديفيس
- مايك ودارد
- كوري ماجيت
- روي جليسون